# Tutti

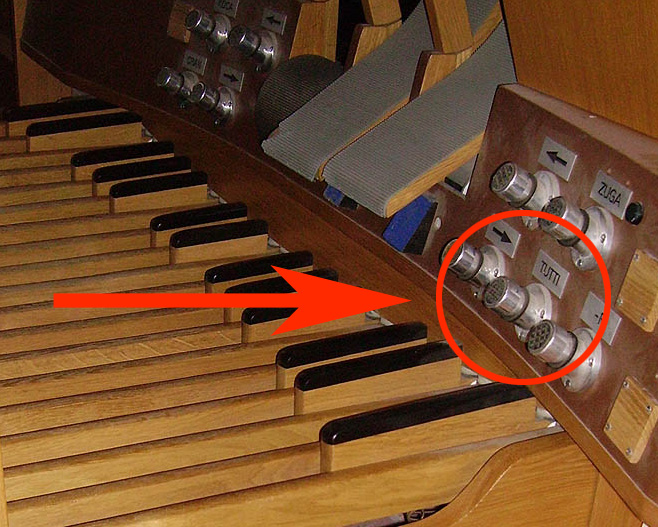
El control del tutti de l'orgue en un pedaler

Tutti és una paraula italiana que significa literalment "tot" o "en conjunt". En italià, tutti és plural, i tutto és la forma singular.
Com a terme musical, s'utilitza de diverses maneres:
1. Pot referir-se a un passatge de l'orquestra en què cada membre de l'orquestra (o una secció d'una orquestra) està tocant tota a la vegada. Per exemple, en un concert indica la part en què toca tota l'orquestra, per a diferenciar-ho de la part del solista. S'aplica de manera similar a la música coral, quan tot el cor ha de cantar, en contrast a la part solista.
2. L'orquestrador pot especificar que un cap de secció (per exemple, el violinista principal) toca sol, mentre que la resta de la secció està en silenci durant el fragment del solista, escrivint en solitari en la música en el punt on comença i tutti en el punt que vol que la resta de la secció reprengui la reproducció.
3. En la música d'orgue, s'indica que l'orgue utilitza tots els registres, amb tots els acoblaments possibles. En les partitures per a orgue de vegades s'indica amb un fff (fortíssim). Per simplificar el procés de fer la registració, moltes consoles d'orgue ofereixen un botó o un determinat interruptor per activar el tutti; en prémer-lo un cop comença el tutti, i quan es torna a prémer es desactiva.